# Masse maigre

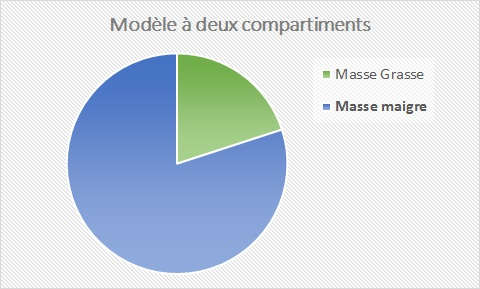
Répartition de la masse maigre et de la masse grasse

La masse maigre, par opposition à la masse grasse, est l'un des deux compartiments corporels du corps. Cette notion concerne ici les modèles physiologiques comportant deux compartiments corporels.

## Caractéristiques
La masse maigre représente un compartiment complexe. C'est le compartiment le plus important physiologiquement. Il représente 70 à 90 % du poids corporel, et est composé des os, muscles, organes, de la peau et des liquides du corps humain. Le métabolisme de base de l'être humain dépend essentiellement de la masse maigre.
Elle a une densité de 1,1 g ml−1.

## Variations physiologiques de la masse maigre

### Chez l'adulte
Il existe un dimorphisme sexuel : la masse maigre est plus faible chez la femme que chez l'homme. 
On constate une perte physiologique de masse maigre, liée à l'âge : 
- L'homme perd 7g/an de masse maigre au-delà de 50 ans.
- La femme perd 3,8g/an avant la ménopause, puis 7,6g/ans après. Cette augmentation est liée à une perte plus importante de masse osseuse faisant suite aux déficits hormonaux induits par la ménopause.

À l'inverse, l'augmentation de la masse maigre chez l'adulte peut aussi être normale (activité physique, musculation).

### Chez l'enfant et l'adolescent
La masse maigre augmente jusqu'à 20 ans, de manière plus importante chez l'homme que chez la femme. Parallèlement :
- Sa densité augmente de 1,08 g ml−1 à la naissance à g ml−1[Combien ?] à 20 ans.
- L'hydratation diminue : elle est de 96 % pendant la vie fœtale, puis de 80 % à la naissance, de 70 % chez l'enfant et enfin de 61 % à l'âge adulte.
- La masse osseuse connaît un pic maximum de calcium entre 15 et 20 ans

## Variations pathologiques de la masse maigre
De nombreux facteurs peuvent entraîner une modification pathologique de la masse maigre. Les tumeurs, l'hyperhydratation hormonale, peuvent l'augmenter. Au contraire, la dénutrition, la déshydratation ou le diabète notamment entraînent une perte de masse maigre.

## Détermination de la masse maigre
Généralement, la masse maigre est extrapolée à partir de la composition corporelle. De nombreuses techniques existent, parmi lesquelles :
- Bio-impédance
- Absorption biphotonique
- Scanner
- IRM